# Wolfgang Böker
Wolfgang Hans Böker (* 22. März 1933 in Jena; † 4. Oktober 2024) war ein deutscher Psychiater und Hochschullehrer.

## Leben
Nach Besuch des Gymnasiums in Freiburg im Breisgau studierte Böker von 1952 bis 1957 Medizin an der Universität Freiburg und der Universität Innsbruck. Er schloss 1957 mit dem Staatsexamen ab und promovierte 1960 in Freiburg. Von 1960 bis 1967 absolvierte er die Ausbildung zum Facharzt für Psychiatrie, Neurologie und Psychotherapie in Freiburg im Breisgau, Zürich und Heidelberg. Ab 1968 war er Oberarzt der Sozialpsychiatrischen Universitätsklinik Mannheim und Lehrbeauftragter der Philosophischen Fakultät der Universität Mannheim, später Leiter der Poliklinik. 1972 wurde er an der Universität Heidelberg für das Fach Psychiatrie habilitiert und 1974 zum Wissenschaftlichen Rat und ausserplanmässigen Professor ernannt. Ab 1979 war er Direktor der Psychiatrischen Universitätsklinik Bern und ordentlicher Professor für Psychiatrie an der Universität Bern. 1998 wurde er pensioniert.
Als Leiter der Berner Klinik begann er 1987 die seit Jahren überfällig gewordenen Archivierungsarbeiten an der Sammlung von Walter Morgenthaler für das Psychiatrie-Museum und gründete 1990 die «Stiftung Psychiatrie-Museum Bern», die Besitzerin des 1993 eröffneten Museums ist.

## Schriften
- (mit Michele Risso) Verhexungswahn: Aus der Psychiatrischen Universitäts-Klinik, Bern. Ein Beitrag zum Verständnis von Wahnerkrankungen süditalienischer Arbeiter in der Schweiz (= Bibliotheca psychiatrica et neurologica. Bd. 124). Karger, Basel 1964.
- (mit Heinz Häfner) Gewalttaten Geistesgestörter: Eine psychiatrisch-epidemiologische Untersuchung in der Bundesrepublik Deutschland. Springer, Berlin 1973, ISBN 3-540-06225-4.
- (mit Hans Dieter Brenner) Behandlung schizophrener Psychosen (= Klinische Psychologie und Psychopathologie. Bd. 64). Enke, Stuttgart 1997, ISBN 3-432-27731-8.
- (mit Jiří Modestin, Marianne Lerch) Burnout in der psychiatrischen Krankenpflege: Resultate einer empirischen Untersuchung (= Monographien aus dem Gesamtgebiete der Psychiatrie. Bd. 74). Springer, Berlin 1994, ISBN 3-540-57860-9.